# Clipper Group
Clipper Group er en international shippingvirksomhed som er grundlagt i 1972 af Torben Gülnar Jensen.
Virksomhedens kerneområde er tørlast, specielt inden for handysize og supramaxsegmentet. Virksomheden har også investeringer i f.eks. ro-ro (Seatruck Ferries). I alt opererer Clipper omkring 160 tørlastskibe.
Clipper Group har hovedsæde i København og omkring 200 administrativt ansatte samt 1400 søfarende.